# Colonat
El colonat és un sistema organitzatiu per l'explotació del camp que va aparèixer durant l'Imperi Romà. Els colons conreaven les terres propietat d'altri a qui pagaven un cànon establert, bé sigui amb diners o amb una part de la collita.

## Orígens
El colonat és una institució que apareix durant l'Alt Imperi Romà tot i que alguns investigadors pensen que podria haver existit ja en temps de la República. El colon és un cultivador de terres propietat d'altri que paga el dret d'explotació de la terra o bé amb un cànon fixe (fermage) o bé amb una part proporcional de la collita. En aquest darrer cas se l'anomena colon parcer (colonus partiarius, Dig. Gai, 19, 2, 25, 6). El colon parcer és comparable al que en Edat Mitjana i Moderna es coneix com a amitger. Durant l'Alt Imperi Romà, es coneixen exemples de colonat a Frígia i a Lídia, dins l'Àsia Menor, a Itàlia, a l'Egipte o a l'Àfrica. En aquesta darrera província romana, un conjunt d'inscripcions epigràfiques conegut com les grans inscripcions agràries ens han fet arribar una sèrie de reglaments per a l'explotació de propietats imperials agrícoles mitjançant colons parcers. Aquests reglaments són la lex Manciana, la lex Hadriana, i el sermo procuratorum. Els colons parcers africans ocupaven parcel·les de terra al sí de les grans propietats imperials i podien explotar-les durant tota la seva vida (i fins i tot deixar en herència el dret d'explotació). Pagaven una part proporcional de la collita a uns intermediaris, els conductores, que eren els llogaters d'aquestes grans propietats. El fisc imperial les hi llogava a preu fixe durant cinc anys segons el sistema de la locatio-conductio.

## Baix Imperi Romà
Durant el Baix Imperi Romà, apareix un nou model de relacions entre el treballador rural i el latifundisme. Tot i que els colons eren encara homes lliures, llur situació s'assemblava de cada vegada més a la dels esclaus, fet que coneixem gràcies a una constitució de l'emperador Constantí I el Gran, de l'any 332. Aquesta esmenta una normativa segons la qual els colons no podien abandonar les terres que conreaven. Tanmateix, aquesta constitució no implanta el nou sistema sinó que hi fa refèrencia i molt probablement calgui considerar que a principis del s. IV els colons ja eren camperols lligats a la terra.
La relació no era merament econòmica, car el patronus responia davant de l'Estat de les obligacions fiscals de tots els seus colons, i triava els que havien de fer servei militar. Exercia, doncs, en l'àmbit rural, part de les funcions de l'Estat, com els bisbes (en la seva qualitat de defensor civitatis) les suplien a les ciutats.

## El problema de l'evolució de la situació dels colons entre Alt i Baix Imperi
Com que no tenim fonts per al s. III, no és clar que el sistema aparegut durant el Baix Imperi sigui una evolució del sistema anterior i, de fet, es tracta d'una de les grans incògnites de la història social i agrària de Roma.

### Locatio-conductioi emfiteusi
Alguns investigadors com Domenico Vera han proposat hipòtesis per al cas nordafricà que segons ell poden ser extrapolables a d'altres parts de l'imperi. Tenint en compte que, d'una banda, la situació dels colons de l'Alt Imperi anava lligada al fet que els lloguers de terres imperials als intermediaris eren de curta durada (locatio-conductio) i que, de l'altra, llur situació durant el Baix Imperi era una consèquencia dels contractes a llarg termini i hereditaris com l'emfiteusi o el ius perpetuum, hi veuen una evolució lògica de la situació. Al seu parer, la locatio-conductio creava molts conflictes entre colons i conductores donat que els primers, que ocupaven les parcel·les de manera permanent, preferien invertir en cultius especulatius però que només eren rediticis a llarg termini, com la vinya i l'olivera. En canvi, els conductores, amb contractes de lloguer quinquennals, preferien que els colons es dediquessin al cultiu de cereals que donaven rèdit a curt termini. Amb l'emfiteusi, d'una banda convergeixen els interessos dels conductores (que esdevenen emfiteutes) i dels colons. De l'altra, als conductores se'ls llogarien gran propietats amb la garantia de tenir-hi colons per tal aquestes siguin productives. Per aquesta raó apareixerien lligats a la terra. El que era un dret per als colons a l'Alt Imperi esdevé així una obligació al Baix Imperi. Ara bé, això només és una hipòtesi fruit de la mancança de documents històrics.

## Edat mitjana
A l'edat mitjana, de manera general, un sistema de treball de dependència similar es desenvolupa en un marc de ruralització en el que el camp lliura cada vegada menys excedents a la ciutat, i les explotacions agràries tendeixen a ser autosuficients (sistema curtense).

## Situacions similars a Catalunya
A Catalunya, la masoveria i el contracte d'amitges reflectien sistemes similars. Molts pagesos es trobaven en aquests tipus de situacions que van donar lloc a una sèrie de conflictes en època feudal (veure: homes de remença).

## A d'altres països

### Rússia
Piotr Stolipin va dirigir la tercera Duma, elegida després d'una nova i censatària llei electoral, que va ser denominada la Duma dels senyors. Stolypin va intentar la formació d'una nova burgesia camperola, la dels kulaks (punys), nascuda de la possibilitat d'adquirir la terra després de 3 anys de colonat, esperant amb aquesta mesura trencar l'ímpetu revolucionari de gran part dels camperols, famolencs de terra. El resultat va ser que es van consolidar 1.175.000 nous propietaris kulaks i 1.700.000 camperols van ser traslladats a Sibèria per treballar les riqueses d'aquella terra verge.

### Espanya
Durant la Segona República i durant el transcurs de la Guerra Civil, a les zones ocupades per l'Exèrcit revoltat, es va iniciar un pla d'explotació i repoblació de les terres, sobretot a Extremadura i a Andalusia, on els terratinents van deixar instal·lar nous colons, quan els franquistes els van retornar les terres colectivitzades per la República. Un exemple d'aquest pla va ser l'assentament de Guadiana del Caudillo.